# Piper velutinervium
Piper velutinervium är en pepparväxtart som beskrevs av C. Dc.. Piper velutinervium ingår i släktet Piper och familjen pepparväxter. Inga underarter finns listade i Catalogue of Life.